# Höllbächli (Lunnerenbach)
Das Höllbächli (auch Hellbächli) ist ein 1,7 Kilometer langer linker Zufluss des Lunnerenbachs in den Gemeinden Oberwil-Lieli und Birmensdorf in den Kantonen Aargau und Zürich. Das Einzugsgebiet des grösstenteils naturnahen Baches liegt etwa im Zentrum des Holzbirrliberg-Hügelzuges, den er gegen Osten in Richtung Reppischtal entwässert.

## Geographie

### Verlauf

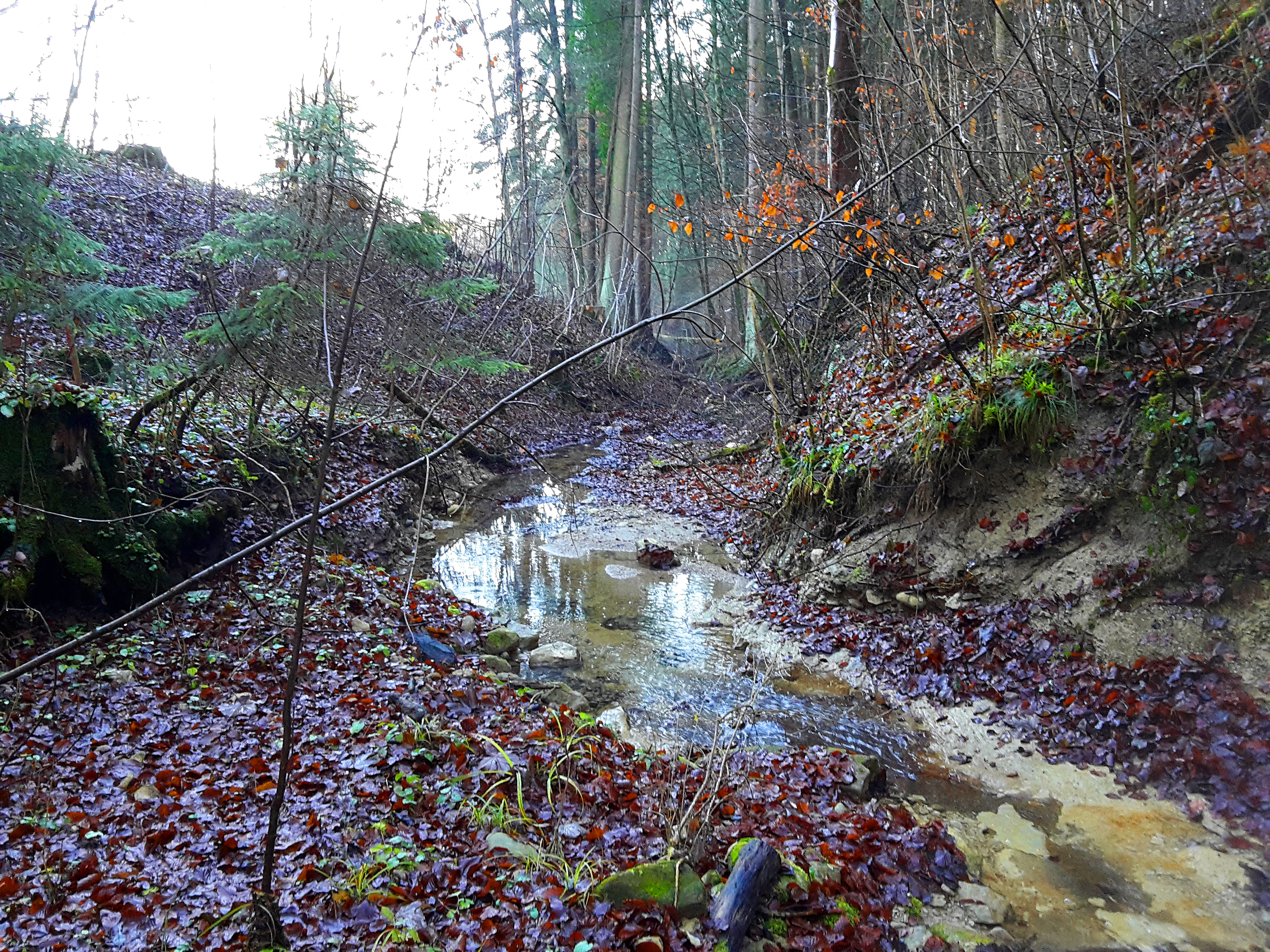
Höllbächli nach der Einmündung des Hellbächlis

Das Hollbächli entspringt in der Flur Büel auf etwa 605 m ü. M. eingedolt unter einem Feld direkt an der Kreuzung von Birmensdorferstrasse und Wasserfallenstrasse beim Ortsteil Lieli zwischen der Siedlung Englisächer im Norden und der Siedlung Rütenen im Süden sowie Westen. Oberhalb der Quelle ist eine rund 300 Meter lange Sauberwasserleitung verlegt, welche die östlichen Hälfte des an einem Hang gelegenen Ortsteils Lieli entwässert. Das Wasser dieses Gebietes, welches erst seit den siebziger Jahren bebaut ist, floss früher nach Westen über den Schulwegbach dem Rummelbach zu.
Nach rund 300 Meter langem eingedoltem Bachlauf nach Nordosten tritt das Hollbächli in einem schmalen Waldstreifen erstmals an die Oberfläche. Es durchfliesst zugleich auf seinem ostnordöstlichen Kurs ein anfangs noch kleines Tobel und erreicht nach rund 100 Meter langem offenen Lauf durch das Aargau die Kantonsgrenze, wo das schmale Wäldchen nun in das Waldgebiet Hell übergeht. Es mündet von rechts das Wasserfallenbächli, ehe der Bach in der Waldflur Höllhölzli von links das Chlingentalbächli aufnimmt, welches dem Höllbächli am meisten Wasser zuführt.
Das Höllbächli fliesst jetzt in drei kleinen Bögen für rund 90 Meter nach Osten, um das kurze und steile Hellbächli von rechts aufzunehmen. Er fliesst weiter nach Ostnordosten und wendet sich an der Gruehalden dann nach Nordosten, wobei er nun linksseitig nur knapp innerhalb des Waldrandes verläuft. Es folgt rechtsufrig der Langacher, der in einem gerodeten Gebiet zwischen den dichten, aber schmalen Wäldchen am Höllbächli und Lunnerenbach liegt. Hier nimmt der Bach von links den Rütirainbach sowie den eingedolten Hinteraltenbergbach auf und wendet sich kurz nach Osten, ehe er im Zickzack nach Südosten fliesst.
Schliesslich mündet das Höllbächli auf 510 m ü. M. südöstlich des Weilers Hinteraltenberg von links in den Mittellauf des aus dem Gruenhaldentobel kommenden Lunnerenbachs.

### Einzugsgebiet
Das Einzugsgebiet des Höllbächlis misst 1,36 km², davon sind 59,1 % Landwirtschaftsfläche, 27,9 % bestockte Fläche und 12,9 % Siedlungsfläche. Der höchste Punkt wird mit 676 m ü. M. beim Reservoir im Waldgebiet Oberholz oberhalb von Lieli erreicht, die durchschnittliche Höhe beträgt 594 m ü. M. Es erstreckt sich grösstenteils über die Gemeinde Birmensdorf, kleine Teile im Oberlauf entfallen auf die Gemeinde Oberwil-Lieli.
Im Westen liegt das Einzugsgebiet des Rummelbachs und im Norden das des Malefizgrabens sowie dasjenige des Tobelbachs, welche alle ihr Wasser der Reppisch zuführen.

### Zuflüsse
Die direkten und indirekten Zuflüsse bachabwärts
- Wasserfallenbächli (rechts), 0,15 km
- Chlingentalbächli (im Aargau Rossweidbach) (links), 0,59 km
  - linker Seitenarm (links) 0,02 km
- Hellbächli (rechts), 0,19 km
- Rütirainbach (links), 0,72 km
  - Grossachergraben (rechts) 0,12 km
  - linker Seitenarm (links) 0,02 km
- Hinteraltenbergbach (links) 0,48 km
  - Haberächerbächli (rechts) 0,13 km